# Mount Futago
Mount Futago (japanisch 二子山 Futago-yama, deutsch ‚Zwillingsberg‘) ist ein 256 m hoher Berg mit Doppelgipfel im ostantarktischen Königin-Maud-Land. Er ragt im nördlichen Abschnitt der Hügelgruppe Langhovde auf.
Kartiert wurde er anhand von Vermessungen und mittels Luftaufnahmen der Japanischen Antarktisexpedition (1957–1962). Die 1972 erfolgte deskriptive Benennung des Berges übertrug das Advisory Committee on Antarctic Names 1975 ins Englische.